# Xantholinus laevigatus
Xantholinus laevigatus är en skalbaggsart som beskrevs av Hermann Johannes Heinrich Jacobsen 1849. Xantholinus laevigatus ingår i släktet Xantholinus, och familjen kortvingar. Arten är reproducerande i Sverige.